# Доксапатрис Вуцарас
Доксапатри́с Вуцара́с (греч. Δοξαπατρής Βουτσαράς) — византийский самостоятельный правитель первой половины XIII века. «Морейская хроника» повествует об организованной им героической обороне замка Аракловон против вождя крестоносцев Жоффруа де Виллардуэна и о том, как его дочь Мария совершила самоубийство, не желая становиться женой крестоносца.
В современной греческой литературе подвиги Доксапатриса стали символом патриотизма: ему посвящён роман Александра Ридзоса Ранкавеса (Alexandros Rizos Rankaves, 1809—1892) «Повелитель Мореи», пьесы Деметриоса Вернардакиса «Мария Доксапатри» (1858) и С. Каридеса «Дети Доксапатриса».